# 卯辰山山麓寺院群

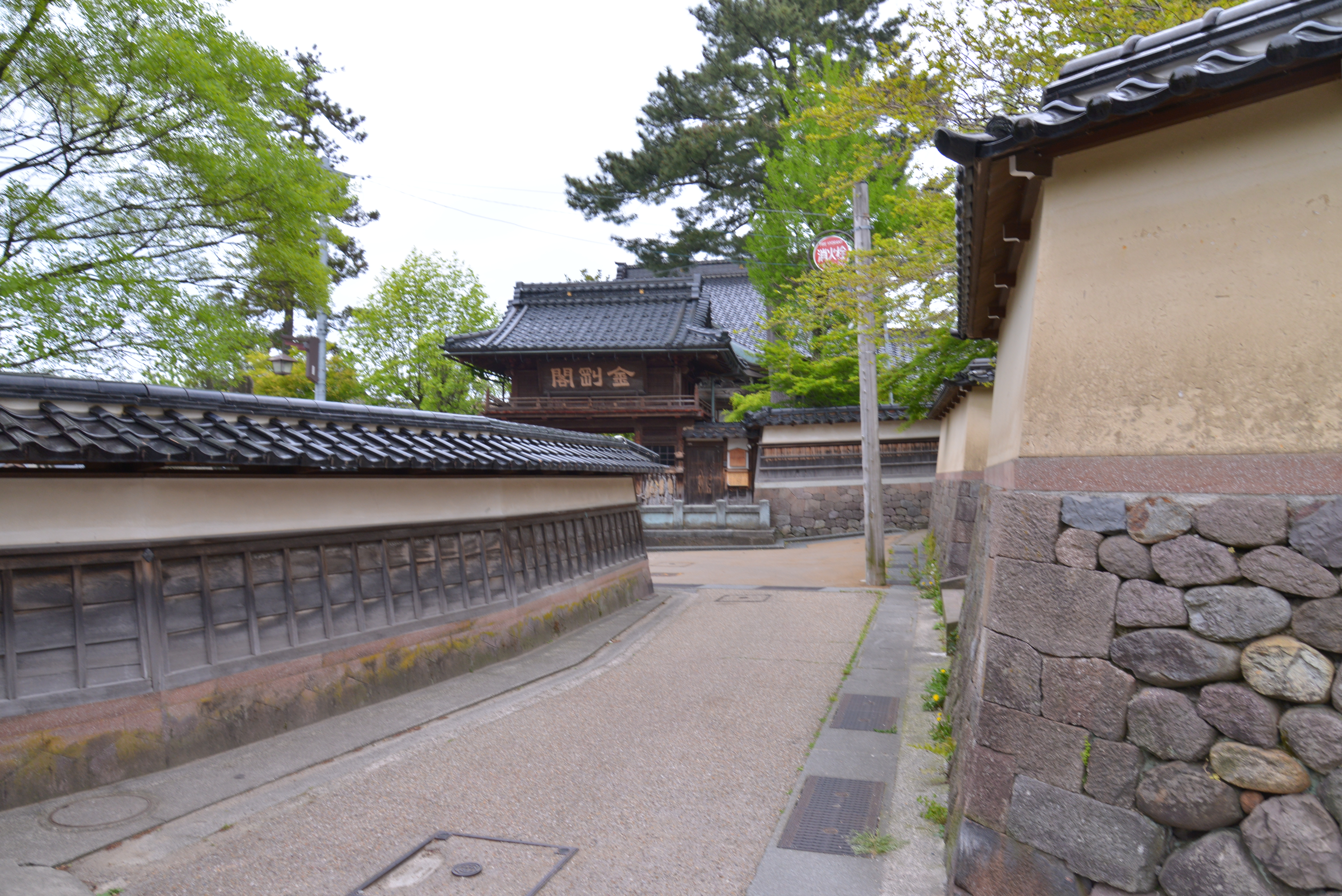
卯辰山麓

卯辰山山麓寺院群（うだつやまさんろくじいんぐん）は、石川県金沢市東山にある寺院群。平成23年（2011年）重要伝統的建造物群保存地区として選定された。金沢城の南東にある小立野寺院群、南西にある寺町寺院群とならぶ金沢三寺院群の一つ。

## 概要
金沢にある3か所の寺町（卯辰山麓、小立野、寺町）は、いずれも台地丘陵上に位置し、加賀藩3代藩主前田利常が、元和から寛永年間（1615 - 1644年）にかけて整備したものである。当時強大な勢力を有していた一向宗（浄土真宗）への監視のため、一向宗以外の寺院を特定の地域に集中させ、寺町を形成したものであった。
浅野川の北、北国街道の東に位置する卯辰山山麓の寺町は享保21年（1736年）と宝暦9年（1759年）に火災に遭い、現存する建物はその後の再建であるが、延宝年間（1673 - 1681年）の「金沢城下図」に描かれる町の構成は現代まで伝えられている。文政3年（1820年）、卯辰山南西の地区の町割りが変更され、当該地区はひがし茶屋街として発達した。
2011年9月29日付けで金沢市鶯町、子来町（こらいまち）、東山一丁目、東山二丁目および山の上町の各一部、22.1ヘクタールが「金沢市卯辰山麓伝統的建造物群保存地区」の名称で、国の重要伝統的建造物群保存地区として選定された。地区内には37の寺院と2つの神社が存在する。なお、当地区のうち、上述のひがし茶屋街は「金沢市東山ひがし伝統的建造物群保存地区」の名称で別個に重要伝統的建造物群保存地区として選定されている。
当地区内の寺社には芭蕉の句碑のほか金沢の歴史や文化に足跡を残す人物の墓も多く残る。卯辰山は金沢城の北東（鬼門）の方角にあるため、藩がこの付近に寺社を集め鬼門除けを行ったという。慶長4年（1599年）前田利家を祀る宇多須神社、慶長6年（1601年）には豊臣秀吉を祀る豊国神社（卯辰山王社）を建立、歴代藩主が崇敬した。

## 主な寺社
- 豊国神社
- 宇多須神社
- 本学山 蓮覚寺（卯辰の七面さん）
- 妙具山 全性寺
- 大谷山 妙泰寺
- 日向山 妙国寺
- 精進山 妙正寺
- 金澤山 妙應寺
- 妙法山 円光寺
- 妙法山 蓮華寺
- 妙運山 真成寺
- 久栄山 常福寺
- 妙光山 長久寺
- 弘法山 三宝寺
- 普香山 蓮昌寺

## 関連資料
- 金沢市観光課編『心の道　卯辰山山麓寺院群』金沢市観光課
- 『金沢市卯辰山山麓寺院群区域伝統的建造物群保存対策調査報告書』金沢市